# 阳光股份
阳光新业地产股份有限公司 （深交所：000608）是中国深圳证券交易所的一家上市公司，主营业务范围为房地产开发与经营业。
2011年，该公司主营业务收入为806492000.00元，公司净利润为173052000.00元，公司总资产为6256646000.00元。